# Dave Stallworth
David A. Stallworth, detto Dave (Dallas, 20 dicembre 1941 – Wichita, 15 marzo 2017), è stato un cestista statunitense, professionista nella NBA.

## Carriera
Venne selezionato dai New York Knicks al primo giro del Draft NBA 1965 (3ª scelta assoluta).

## Palmarès
- NCAA AP All-America First Team (1964)
- NCAA AP All-America Second Team (1965)
- Campionato NBA: 1

New York Knicks: 1970